# Implosion
Implosion is een album uit 2004 van de Belgische avant-garde rockgroep Univers Zero. Net als op de vorige albums bestaat de muziek weer uit kortere, minder sombere stukken dan uit de beginperiode van de groep, al is de muziek op dit album wel meer akoestisch. Op het album komen tussen de composities enkele haast industrial bindstukjes voor.
Het album werd tussen augustus en november 2003 opgenomen in Eigenbrakel.

## Musici
- Michel Berckmans: fagot, hobo, althobo
- Serge Bertocchi: altsaxofoon, sopraansaxofoon, soprillo
- Aurelia Boven: cello
- Daniel Denis: drums, percussie, keyboards, samplers
- Dirk Descheemaeker: klarinet, basklarinet
- Bert Maris: trompet, bugel
- Eric Platain: bas
- Christophe Pons: akoestische gitaar
- Bart Quartier: marimba, glockenspiel
- Igor Semenoff: viool

## Muziek
| Nr. | Titel                                  | Duur |
| --- | -------------------------------------- | ---- |
| 1.  | Suintement (Oozing)                    |      |
| 2.  | Falling Rain Dance                     |      |
| 3.  | Partch's X-Ray                         |      |
| 4.  | Rapt d'Abdallah                        |      |
| 5.  | Miroirs (Mirrors)                      |      |
| 6.  | La Mort de Sophocle (Sophocle's Death) |      |
| 7.  | Ectoplasme                             |      |
| 8.  | Temps Neufs                            |      |
| 9.  | Mellotronic                            |      |
| 10. | Bacteria                               |      |
| 11. | Out of Space 4                         |      |
| 12. | First Short Dance                      |      |
| 13. | Second Short Dance                     |      |
| 14. | Variations on Mellotronic's Theme      |      |
| 15. | À Rebours (In Reverse)                 |      |
| 16. | Méandres (Meanderings)                 |      |